# Tropidia reichenbachiana
Tropidia reichenbachiana là một loài thực vật có hoa trong họ Lan. Loài này được Kraenzl. miêu tả khoa học đầu tiên năm 1886.